# Месершмит Me.323 Гигант
Messerschmitt Me.323 „Gigant“ (Месершмит Ме.323 „Гигант“) е немски тежък военно-транспортен самолет с товароподемност до 23 тона, най-тежкият сухопътен самолет от времето на Втората световна война. Общо са построени около 200 машини.
Me.323 е бил използван основно за снабдяване на немските войски в Тунис и в Северна Африка през периода 1942 – 1943 г. извършвайки полети от Апенинския полуостров и от остров Сицилия.

## История
Messerschmitt Me.323 „Gigant“ е най-големият транспортен самолет на Луфтвафе на нацистка Германия (с товароносимост до 23 тона), построен на базата на тежкия военен планер Me.321 ''Gigant'' с двигатели на френската фирма „Gnome-Rһone“, открити в изобилие от германските нашественици в складовете на окупирана Франция. Той превъзхождал основния транспортен самолет на Луфтвафе Ju.52 по товароносимост 5 пъти, а по икономичност – почти 2 пъти (0,57 срещу 1 литър гориво на тон-километър).
Непрактичността при използването на гигантския планер Me.321 (еднопосочен полет, екипажът е носел със себе си експлозиви за унищожаване на апарата след приземяване) довежда до решение за превръщането му в пълноценен самолет чрез инсталиране на двигатели и шасита (Me.321 е излитал на отделящо се шаси и се е приземявал на шини).
Първоначално четиримоторната версия на самолета е получил обозначение Me.321C, а шестмоторната – Me.321D, но по-късно се променят съответно на Ме.323C и Me.323D. Първите прототипи имали по четири двигателя, но поради слабата тяга, по-късно са се проектирали само шестмоторни варианти.
Шасито на самолета, което е трябвало да издържа на невиждано дотогава натоварване и амортисьорите, които са действали на принципа на жп буфер, са били технологичен пробив.
Сред германците Me.323 получил прозвището „Дрипльото“ или „Лейкопластовия бомбардировач“. С конструкцията си от плат и шперплат той се оказва, че не е по-пожароопасен, отколкото металния Ju.52, което се потвърждава и на практика – „Gigant“ е горял не повече и не по-силно от юнкерса.
От март 1942 г. (началото на полетните изпитания) и лятото на 1942 г. (започване на производството) до началото на 1944 г. са построени 201 апарата от всички версии и модификации. Най-много са произведените бройки през февруари 1943 г. – 27, като след това са строени средно по 8,5 самолета на месец.
Me.323 взема основно участие в бойни операции в Средиземноморската и Североафриканската кампании на Втората световна война – от летищата в Неапол, Лече, Помиляно, Кастел Ветрано, Пистоя. „Гигант“-ите са доставяли в Тунис горива, резервни части, храни, боеприпаси, както и лека бронирана техника и различни артилерийски системи (включително 150-mm гаубици). Извършвали са доставки на Африканския корпус на Ромел. Обикновено самолетите са летели ниско, поединично или на малки групи.
През януари 1943 г. Ме.323 са включени в операции по снабдяването на обкръжената в Сталинград 6-а армия на фелдмаршал Фридрих Паулус.
През юли 1943 г. Me.323 се включват при подкрепата на войските, отбраняващи Сицилия от десанта на съюзниците (двойка „Gigant“ доставя на летището в Катания артилерия за 1-ва парашутно-десантна дивизия).
След падането на режима на Мусолини и решението на Хитлер да окупира Италия, този вид самолети са ангажирани в осигуряването на операцията. От 26 до 28 юли 1943 г. шест „Гигант“-а, заедно с други транспортни самолети, прехвърлят 2-ра парашутна десантна дивизия от френската база Истр в италианската Практика-ди Маре, на 25 km от Рим. След месец и половина тази войскова част завладява Рим.
За по-малко от 5 месеца „Гигант“-ите са извършили в Тунис над 1200 полета, доставяйки около 15 000 тона товари, в това число 96 самоходни артилерийски установки и бронетранспортьори, 616 оръдия, 360 товарни автомобили и влекачи, 42 радиорелейни станции. През есента на 1943 г. Me.323 са осигурили евакуацията на корсиканската групировка. „Гигант“-ите са били използвани също за евакуация на корпуса на Ромел от Африка. В тази зона на военни действия немците са загубили общо 83 броя Me.323, от които 25 са свалени от изтребители на съюзниците.
След претърпените загуби, ескадрилата на Me.323 – TG 5 (Transportgeschwader, транспортна ескадрила), попълва личния си състав, получава нови машини и е предислоцирана на Източния фронт с главни бази Кечкемет (Унгария) и Фокшани (Румъния). Оттам „Гигант“-ите са изпращани за изпълнение на задачи в различни части на фронта – от Севастопол до Рига. В края на 1943 и началото на 1944 г. самолетите на група I./TG5 са доставяли различни товари за войските, сражаващи се по време на Днепровско-Карпатская операция. От ноември 1943 г. до началото на май 1944 г., две ескадрили от тази група редовно изпълняват полети от Одеса до Севастопол и обратно, като само през първата половина на април те доставят 30 артилерийски оръдия. До май 1944 г. „Гигант“-ите изпълняват около 2000 полета на Източния фронт, пренасяйки почти 18 000 тона товари. Един Me.323 е свален от съветски партизани (отряда на С. А. Ковпак), за което се споменава в книгата на П. П. Вершигора „Хора с чиста съвест“.

## Оценка на проекта
Въпреки опитите на изследователите да съсредоточат вниманието си върху недостатъците на машините и големите бойни загуби, Me.323 може да се счита за първия в света специализиран военно-транспортен самолет.
В него са реализирани такива напреднали за времето си решения, като широкия фюзелаж, голям преден товарен люк, трансформируема транспортна кабина, многоколесно шаси и др.

## Тактико-технически характеристики
Показаните по-долу характеристики отговарят на модификацията Me.323 D-1.

### Технически характеристики
- Екипаж: 5
- Вместимост пътници: 130 войници
- Дължина: 28,50 m
- Размах на крилото: 55,24 m
- Височина: 9,60 m
- Площ на крилата: 300,50 m²
- Тегло празен: 27 000 kg
- Тегло бруто: 29 500 kg
- Максимално тегло при излитане: 43 000 kg
- Тегло на полезен товар: 11 000 kg
- Двигатели: 6х радиални 14-цилиндрови Gnome-Rhône 14N с въздушно охлаждане
- Мощност: 6х 950 к.с (700 kW)

### Летателни характеристики
- Максимална скорост: 250 km/h
- Крайцерска скорост: 210 km/h
- Практически обхват: 800 km
- Обхват: 1100 km
- Таван на полета: 4700 m
- Скорост на издигане: 3,6 m/s
- Време на набиране на височина: 4000 m за 35 минути

### Въоръжение
- до 18х 7,9 mm картечници MG 15

## Интересни факти
- Едновременно с въвеждането в експлоатация на шестмоторния Me.323D, Министерството на авиацията на Германия нарежда да се започне работа по проектиране на негов наследник. Една от фирмите, на които е възложена задачата, е известната с гигантските си дирижабли - Zeppelin. Този производител не е имал никакъв опит в проектирането на самолети (с изключение на бомбардировачи от Първата световна война), но в заводите на фирмата започват да се строят транспортните Ме.323Е-1. Оттук и заключението, че на инженерите на Zeppelin не са коствали много усилия, за да конструират нов транспортен самолет, въз основа на опита по конструкцията на „Гигант“-ите. Наложило се е Zeppelin да се кооперира с френския концерн CNCASO, под ръководството на германския инженер Валтер Щендер. Проектът, изготвен от тях, получава официалното наименование ZSO.523 – 0. 
 Самолетът много прилича на Ме.323, но с доста увеличени размери и маса. За да се намали теглото, фюзелажът на машината е изпълнен от стоманени тръби, обшити с плат. Общият обем на товарния отсек възлиза на 280 m², както и при Ме.323 са предвидени носови и опашни товарни рампи за хора и техника. Двигателите са шест – френски радиални Gnome-Rhone 18R с мощност от 1618 kW всеки. Горивото от 18 000 литра се е съхранявало в шест резервоара в крилата. Максималното тегло на транспортния самолет е достигало 100 тона. Изчисленията показват, че с товар от 22 тона ZSO.523 е можел да достигне обхват от 2200 km, като максималното натоварване е било 46 тона, което е с 6 тона повече, отколкото при Ме.323Е-1. Скоростта на ZSO.523 достигала 300 km/h. Заедно с този проект, инженерите на фирмата Zeppelin разработили варианта ZSO.523-A с немски двигатели Jumo 222A с капацитет от 2500 к.с всеки, но и двата проекта останат неизпълнени. След откриването на Втори Фронт, работите по ZSO.523 са прекратени, а от средата на 1944 г. в приоритет се превръща „Спешна изтребителна програма“. Това е краят на програмите за построяване на големи транспортни самолети на Германия.

- През май 2012 г. един от самолетите е бил открит на дъното на морето близо до италианския остров Сардиния. Намереният самолет е паднал на 26 юли 1943 г. В същия ден два Me-323 тръгват от летище Венафиорита (Venafiorita) в Сардиния към Пистоя (Тоскана). В 12:10 часа местно време те са нападнати от британците около остров Мадалена, в архипелага Ла-Маддалена. Един от самолетите пада на територията на острова и изгаря, а вторият е извършил аварийно кацане на вода и по-късно потъва. 10 от членовете на екипажа успяват да избягат, а останалите са убити. До намирането на тази находка не е бил известен нито един запазен Messerschmitt Me.323.